# تركاني
تركاني (بالفارسية: ترکانی) هي قرية تقع في البلدة المركزية في إيران. يقدر عدد سكانها بـ 425 نسمة بحسب إحصاء 2016.